# فرنگیس (همسر سیاوش)

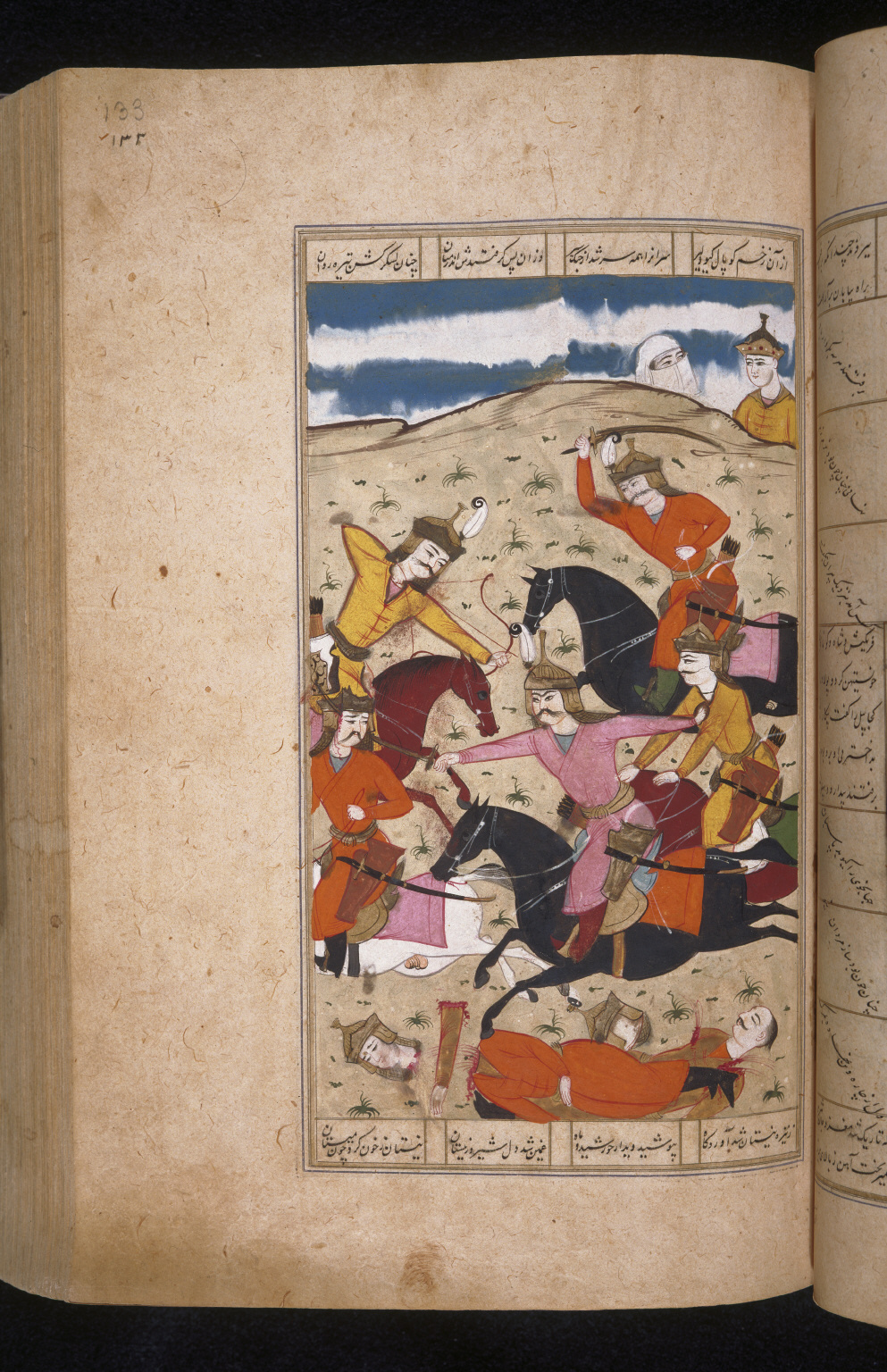
فرنگیس و فرزندش کیخسرو، از پشت کوه، نبرد گیو با تورانیان را می‌نگرند.

فرنگیس (فری‌گیس)  یکی از شخصیت‌های زن در شاهنامه است. فرنگیس دختر افراسیاب، دومین همسر سیاوش و مادر کیخسرو بود. زمانی‌که سیاوش از جبهه جنگ به توران پناهنده شد نخست با جریره دختر پیران وصلت نمود آنگاه پیران از افراسیاب فرنگیس را برای سیاوش خواستگاری نمود
| بیامد فرنگیس چون ماه نو |  | به نزدیک آن تـاجـور شـاه نو |

## فرنگیس در شاهنامه
روزی پیران نزد سیاوش آمد بر فرّ و بخت سیاوش آفرین گفت و از او خواست آماده خواستگاری از دختر شاه توران افراسیاب باشد و سیاوش گفت هر آنچه فرماندهی آن کنم. سیاوش با نهانی آزرده و شرمگین به پیران گفت برو هر گونه خواهی آنگونه بساز که مرا با تو رازی در میان نیست. پیران به خانه (کاخ) در آمد کلید گنج‌خانه را به همسرش گلشهر سپرد تا هر آنچه لازم و شایسته خواستگاری از دخت شاه توران بود را مهیا کند.
از گنجینه پارچه‌های زربفت نابریدهٔ چینی هزار تخته، طبق‌های زبرجد، جام‌های فیروزه با مُشک و عود خام، دو افسر یا تاج مزیین به لعل و گوهر، دو دست‌بند دو گوشوار همراه یک گردنبند زرّین، باضافه البسه‌های پوشیدنی و گستردنی‌های زربفت، بار شصت شتر سرخ پیکر مزیین به انواع گوهرهای فراوان. جامه‌های زرّین و سیمین پارسی سی‌شتر، یکی تخت زرّین با چهار صندلی، سه نعلین (صندل) زرّین زبرجد نگار، غلامان و کنیزان آراسته به دستار زرنگار سیصد نفر، پرستار با جام‌های زرّین بدست یکصدوبیست تن، صد سینی مشک و زعفران با حاملان همه فرمانبردار نشسته یک‌بیک بر کجاوه‌ها، با گروهی از بستگان و نزدیکان به کاخ افراسیاب روانه گشت.
| همان صد طبق مشک و صد زعفران |  | سپردند یکسر به فرمانبران    |
| به زرّین عماری و دیبا جلیل   |  | برفتند با خواسته خیل خیل    |
| بیاورد بانو ز بهر نثار      |  | ز دینار با خویشتن سی‌هزار    |
| به نزد فرنگیس بردند چیز     |  | روانشان پر از آفرین بود نیز |

## عزیمت فرنگیس به ایران
| بر آن باد پایان با آفرین       |  | چو این کرده شد بر نهادند زین   |
| برفتند هر سه به کردار باد      |  | فرنگیس ترگی به سر برنهاد       |
| نهانی چنان چون بود نرم نرم     |  | سران سوی ایران نهادند گرم      |
| که خسرو به ایران نهادست روی    |  | بشد شهر یکسر پر از گفتگوی      |
| کس آمد به نزدیک پیران بگفت     |  | نماند این سخن یک زمان در نهفت  |
| به نزدیک بیداردل شاه نیو       |  | که آمد ز ایران سرافراز گیو     |
| فرنگیس و شاه و گو جنگ جوی      |  | سوی شهر ایران نهادند روی       |
| بلرزید بر سان برگ درخت         |  | چو بشنید پیران غمی گشت سخت     |
| چو نستیهن و گرد پولاد را       |  | ز گردان گزین کرد گلباد را      |
| برفتند تازان برآن کارزار       |  | بفرمود تا ترک سیسد سوار        |
| فرنگیس را خاک باید نهفت        |  | سر گیو بر نیزه سازید گفت       |
| بداختر پی او بر و بوم را       |  | ببندید کی خسرو شوم را          |
| برفتند بیدار دو پهلوان         |  | سپاهی برین گونه گرد و جوان     |
| به خواب اندر آورده بودند سر    |  | فرنگیس با رنج دیده پسر         |
| جهان جوی زا گیو بد پاسبان      |  | ز پیمودن راه و رنج شبان        |
| به راه سواران نهاده دو چشم     |  | دو تن خفته و گیو با رنج و خشم  |
| چنان چون بود ساز مردان نیو     |  | به برگستوان اندرون اسپ گیو     |
| دل ارغنده و تن نهاده به مرگ    |  | زره در بر و بر سرش بود ترگ     |
| بزد دست و تیغ از میان برکشید   |  | چو از دور گرد سپه را بدید      |
| که تاریک شد مغز و چشم هژبر     |  | خروشی برآورد بر سان ابر        |
| ز پرخاش او خاک شد لاژورد       |  | میان سواران بیامد چو گرد       |
| همی ریخت آهن ز بالای برز       |  | زمانی به خنجر زمانی به گرز     |
| سران را همی شد سر از جنگ سیر   |  | ازآن زخم گوپال گیو دلیر        |
| که چون چشمه بودیش دریا به چشم  |  | دل گیو خندان شد از زور خشم     |
| چنان لشکری همچو شیر ژیان       |  | ازآن پس گرفتندش اندر میان      |
| بپوشید دیدار خورشید و ماه      |  | ز نیزه نیستان شد آوردگاه       |
| ز خون نیستان کرد چون میستان    |  | غمی شد دل شیر در نیستان        |
| ستوه آمدند آن سواران ز نیو     |  | ازیشان بیفگند بسیار گیو        |
| که این کوه خاراست نه یال و سفت |  | به نستیهن گرد گلباد گفت        |
| به نزدیک پیران گردن فراز       |  | همه خسته و بسته گشتند باز      |
| ز خون خاک چون ارغوان گشته بود  |  | همه غار و هامون پر از کشته بود |
| پر از خون بر و چنگ بر سان شیر  |  | چو نزدیک کی خسرو آمد دلیر      |
| خرد را ز اندیشه آزاد دار       |  | بدو گفت کای شاه دل شاد دار     |
| چو گلباد و نستیهن تیزچنگ       |  | یکی لشکر آمد بر ما به جنگ      |
| که بر یال و برشان بباید گریست  |  | چنان بازگشتند آن کس که زیست    |
| ندانم که با من کند کارزار      |  | گذشته ز رستم به ایران سوار     |
| ستودش فراوان و کرد آفرین       |  | ازو شاد شد خسرو پاک دین        |
| سوی راه بی راه بشتافتند        |  | بخوردند چیزی کجا یافتند        |
| چنان خسته و زار و گریان شدند   |  | چو ترکان به نزدیک پیران شدند   |
| که چونین شگفتی نشاید نهفت      |  | برآشفت پیران به گلباد گفت      |
| سخن بر چه سانست برگوی راست     |  | چه کردید با گیو و خسرو کجاست   |
| به پیش تو گر برگشایم زبان      |  | بدو گفت گلباد کای پهلوان       |
| دلت سیر گردد به دشت نبرد       |  | که گیو دلاور به گردان چه کرد   |
| نبرد مرا هم پسندیده ای         |  | فراوان به لشکر مرا دیده ای     |
| گرفتی ز دست من آن نامدار       |  | همانا که گوپال بیش از هزار     |
| بر و ساعدش پیل دندان شدست      |  | سرش ویژه گفتی که سندان شدست    |
| ز جنگ آوران نیز بشنیده ام      |  | من آورد رستم بسی دیده ام       |
| نه در کوشش و پیچش کارزار       |  | به زخمش ندیدم چنین پایدار      |
| به نوی چو پیلی خروشان بدی      |  | همی هر زمان تیز و جوشان بدی    |
| که ننگست ازین یاد کردن به کس   |  | برآشفت پیران بدو گفت بس        |
| تو آهنگ آورد مردان مکن         |  | نه از یک سوارست چندین سخن      |
| سپاهی به کردار شیران نر        |  | تو رفتی و نستیهن نامور         |
| میان یلان گشت نام تو پست       |  | کنون گیو را ساختی پیل مست      |
| بیندازد آن تاج شاهنشهی         |  | چو زین یابد افراسیاب آگهی      |
| چنین لشکری از در کارزار        |  | که دو پهلوان دلیر و سوار       |
| بسی از دلیران ترکان بکشت       |  | ز پیش سواری نمودید پشت         |